# Mùa giải quần vợt năm 2021 của Novak Djokovic
Mùa giải quần vợt năm 2021 của Novak Djokovic được coi là một trong những mùa giải hay nhất của Djokovic. Mùa giải chứng kiến anh trở thành tay vợt nam thứ hai trong lịch sử quần vợt hoàn thành Surface Slam (vô địch Grand Slam trên ba mặt sân đất nện, cỏ và cứng trong cùng một năm dương lịch) sau Rafael Nadal vào năm 2010, và lặp lại thành tính đạt được từ năm 2015 với việc vào đến cả bốn trận chung kết Grand Slam trong một mùa giải. Anh vô địch ba giải đấu, trong đó có ba danh hiệu Grand Slam: Giải quần vợt Úc Mở rộng, Giải quần vợt Pháp Mở rộng, và Giải quần vợt Wimbledon 2021. Djokovic lọt vào trận chung kết Giải quần vợt Mỹ Mở rộng và có cơ hội hoàn thành Grand Slam thực sự, nhưng thua trước Daniil Medvedev. Anh cũng vô địch giải Paris Masters và Belgrade Open, đồng thời lần đầu tiên lọt vào trận chung kết ở nội dung đôi kể từ năm 2010 tại giải Mallorca Open.
Trong mùa giải này, Djokovic:
- Vượt qua kỷ lục 310 tuần giữ vị trí số 1 bảng xếp hạng đơn ATP của Roger Federer (với 353 tuần).
- Vượt qua kỷ lục sáu lần kết thúc năm với vị trí số 1 của Pete Sampras (với 7 lần).
- Vượt qua kỷ lục 36 danh hiệu Masters 1000 của anh và Nadal (với 37 danh hiệu).
- Vượt qua kỷ lục 224 trận thắng trước các tay vợt top 10 của Federer (với 229 trận thắng).
- Cân bằng kỷ lục 20 danh hiệu đơn nam Grand Slam của Federer và Nadal.
- Cân bằng kỷ lục 31 lần vào đến trận chung kết Grand Slam của Federer.

## Tóm tắt năm

### Mùa giải sân cứng đầu năm
Djokovic ban đầu tham dự một giải đấu giao hữu ở Adelaide, được gọi là "A Day at the Drive". Anh dự kiến sẽ chơi một trận với Jannik Sinner. Tuy nhiên, do bị phồng rộp ở tay, anh đã chọn bỏ qua trận đấu và chuẩn bị cho giải ATP Cup và Giải quần vợt Úc Mở rộng. Tay vợt đồng hương Serbia Filip Krajinović thi đấu và thắng set đầu của trận đấu với tỷ số 6–3, nhưng Djokovic bất ngờ trở lại thi đấu ở set hai. Djokovic thắng set hai 6–3, và giành chiến thắng trong trận đấu.

#### ATP Cup
Novak Djokovic chính thức bắt đầu mùa giải bằng việc cùng đội tuyển Serbia tham dự ATP Cup. Với mục tiêu bảo vệ danh hiệu năm trước, Serbia gặp Canada và Đức ở bảng A. Djokovic đánh bại Denis Shapovalov sau hai set, và cùng với Filip Krajinović đánh bại Shapovalov và Milos Raonic ở trận đấu đôi, qua đó giúp Serbia thắng Canada. Tuy nhiên, Serbia đã bị loại khỏi giải đấu sau thất bại trước Đức. Djokovic đánh bại Alexander Zverev sau ba set, nhưng thua ở trận đấu đôi với Nikola Ćaćić trước Zverev và Jan-Lennard Struff.

#### Giải quần vợt Úc Mở rộng
Djokovic bắt đầu Giải quần vợt Úc Mở rộng bằng hai trận thắng trước Jérémy Chardy sau ba set và Frances Tiafoe sau bốn set. Djokovic giành chiến thắng trong trận đấu kéo dài năm set ở vòng ba trước Taylor Fritz, mặc dù đã có lo ngại về chấn thương. Anh tiếp tục thi đấu áp đảo tại Giải quần vợt Úc Mở rộng sau khi vượt qua Milos Raonic và Zverev sau bốn set. Anh đánh bại nốt hai tay vợt người Nga Aslan Karatsev và Daniil Medvedev sau ba set ở vòng bán kết và chung kết, qua đó giành chức vô địch Úc Mở rộng. Đây là danh hiệu đơn nam Úc Mở rộng thứ 9 và danh hiệu Grand Slam thứ 18 của anh.

#### Miami Open
Djokovic rút lui khỏi giải Miami Open 2021, với lý do muốn nghỉ ngơi sau Giải quần vợt Úc Mở rộng và dành nhiều thời gian hơn cho gia đình. Anh cũng muốn chuẩn bị cho mùa giải sân đất nện tiếp theo.

### Mùa giải sân đất nện

#### Monte-Carlo Masters
Sau khi vượt qua Sinner, Djokovic thua ở vòng ba trước Dan Evans. Đây là trận thua đầu tiên ở nội dung đơn của anh trong mùa giải.

#### Serbia Open
Sau các chiến thắng trước Kwon Soon-woo và tay vợt đồng hương Miomir Kecmanović, Djokovic thua ở vòng bán kết trước Karatsev sau ba set.

#### Internazionali BNL d'Italia
Djokovic bắt đầu hành trình bảo vệ danh hiệu Internazionali BNL d'Italia bằng các trận thắng trước Fritz và Alejandro Davidovich Fokina. Sau đó, anh đã phải trải qua một trận đấu căng thẳng với Stefanos Tsitsipas, khi anh để tay vợt người Hy Lạp thắng set đầu 6–4 và dẫn trước 2–1 ở set hai. Tuy nhiên, trận đấu sau đó đã bị hoãn vì trời mưa. Ngày hôm sau, anh thắng ngược hai set cuối với cùng tỷ số 7–5. Cùng ngày, anh cũng đánh bại Lorenzo Sonego ở vòng bán kết sau ba set. Djokovic sau đó thua Rafael Nadal trong trận chung kết sau ba set.

#### Belgrade Open
Djokovic bắt đầu giải Belgrade Open với các chiến thắng trước Mats Moraing và Federico Coria. Sau khi vượt qua Andrej Martin sau ba set ở vòng bán kết, Djokovic đánh bại Alex Molčan sau hai set để giành danh hiệu thứ 83 trong sự nghiệp của anh.

#### Giải quần vợt Pháp Mở rộng
Djokovic bắt đầu giải đấu với các chiến thắng trước Tennys Sandgren, Pablo Cuevas, và Ričardas Berankis ở ba vòng đấu đầu tiên. Ở vòng 4, anh để Lorenzo Musetti dẫn trước hai set, nhưng sau đó Djokovic gỡ lại 2–2 một cách dễ dàng; Musetti bỏ cuộc ở set đấu thứ năm. Sau khi vượt qua Matteo Berrettini ở vòng tứ kết, Djokovic đánh bại Nadal sau bốn set đầy kịch tính ở vòng bán kết. Đây là lần thứ hai anh đánh bại Nadal tại Roland Garros, và là trận thua thứ ba của Nadal tại giải đấu. Djokovic sau đó lội ngược dòng đánh bại Stefanos Tsitsipas trong trận chung kết sau năm set. Đây là danh hiệu Grand Slam thứ 19 của anh, và anh là tay vợt nam đầu tiên giành được hai lần Grand Slam sự nghiệp. Anh trở thành tay vợt đầu tiên trong Kỷ nguyên Mở vô địch một giải đấu lớn sau khi để thua hai set đầu trong hai trận đấu (ở vòng 4 và trận chung kết). Anh cũng trở thành tay vợt đầu tiên đánh bại Nadal trên hành trình vô địch Roland Garros.

### Mùa giải sân cỏ

#### Mallorca Open
Mùa giải sân cỏ của Djokovic bắt đầu tại giải Mallorca Championships, nơi anh tham dự ở nội dung đôi cùng với Carlos Gómez-Herrera. Cả hai cùng tiến vào trận chung kết, nhưng sau đó rút lui do chấn thương của Gómez-Herrera.

#### Wimbledon
Djokovic tham dự Wimbledon với tư cách là đương kim vô địch của giải đấu từ năm 2019. Anh thắng vòng 1 trước tay vợt đặc cách Jack Draper sau bốn set. Anh lọt vào trận chung kết sau khi đánh bại các tay vợt Denis Kudla, cựu á quân Kevin Anderson, Márton Fucsovics, hạt giống số 17 Cristian Garín, và Denis Shapovalov. Anh tiếp tục đánh bại Matteo Berrettini trong trận chung kết để giành danh hiệu Wimbledon thứ 6 và danh hiệu đơn nam Grand Slam thứ 20, cân bằng với kỷ lục của Roger Federer và Nadal.

### Mùa giải sân cứng cuối năm

#### Thế vận hội Tokyo
Djokovic mở đầu mùa giải sân cứng mùa hè tại Thế vận hội Mùa hè, nơi anh có cơ hội để cải thiện thành tích huy chương đồng từ Bắc Kinh 2008 và hoàn thành phần thứ 4 của Slam Vàng trong một năm dương lịch. Anh thắng bốn vòng đầu tiên trước các tay vợt Hugo Dellien, Struff, Davidovich Fokina và Kei Nishikori sau hai set để vào vòng bán kết, nơi anh thua trước Alexander Zverev sau 3 set mặc dù đã dẫn trước một set. Anh sau đó để thua trong trận tranh huy chương đồng trước Pablo Carreño Busta sau 3 set. Anh cũng tham dự nội dung đôi nam nữ cùng với Nina Stojanović. Họ thắng hai trận đầu sau hai set nhưng thua ở vòng bán kết và rút lui khỏi trận tranh huy chương đồng. Djokovic rời Thế vận hội mà không giành được một huy chương nào.

#### Giải quần vợt Mỹ Mở rộng
Djokovic tham dự giải đấu với cơ hội hoàn thành Grand Slam thực sự, một thành tích mới chỉ có Don Budge (năm 1938) và Rod Laver (năm 1962 và 1969) đạt được ở đơn nam. Djokovic thắng Holger Rune sau bốn set và Tallon Griekspoor sau ba set. Anh tiếp tục vượt qua Nishikori, Jenson Brooksby, và Berrettini ở ba vòng đấu tiếp theo. Ở vòng bán kết, anh đánh bại Zverev sau năm set. Tuy nhiên, Djokovic thua trong trận chung kết trước Medvedev sau ba set, kết thúc cơ hội hoàn thành Grand Slam thực sự.

### Mùa giải sân cứng trong nhà châu Âu

#### Paris Masters
Djokovic tham dự nội dung đôi nam, đánh cặp với Krajinovic. Họ thắng vòng 1, nhưng thua ở vòng tiếp theo sau hai set. Ở nội dung đơn, Djokovic đánh bại Márton Fucsovics sau 3 set, và tiến vào vòng tứ kết sau khi Gaël Monfils bỏ cuộc trước trận đấu vòng 1/16. Anh vượt qua Hubert Hurkacz sau ba set ở vòng bán kết, qua đó có lần thứ bảy kết thúc năm với vị trí số 1. Trong trận chung kết, anh đánh bại Medvedev sau ba set để giành danh hiệu Paris Masters thứ 6, và danh hiệu Masters thứ 37 trong sự nghiệp.

#### ATP Finals
Djokovic thắng cả ba trận đấu vòng bảng (trước Casper Ruud, Andrey Rublev,và Cameron Norrie) sau hai set để giành quyền vào vòng bán kết, nhưng sau đó thua trước Alexander Zverev sau ba set.

## Tất cả các trận đấu
Bảng dưới đây liệt kê tất cả các trận đấu của Djokovic trong năm 2021.
| VĐ | CK | BK | TK | V# | RR | Q# | A |  | Z# | PO | G | F-S | SF-B | NMS | NH |

### Đơn
| Giải đấu | Trận   | Vòng                             | Đối thủ | Xếp hạng  | Kết quả                                   | Tỷ số |
| --- | ------ | -------------------------------- | ------- | --------- | ----------------------------------------- | ----- |
| ATP Cup Melbourne, Úc ATP Cup Cứng, ngoài trời 2–7 tháng 2 năm 2021                                                                  |        |                                  |         |           |                                           |       |
| 1 / 1127 | VB     | Denis Shapovalov                 | 12      | Thắng     | 7–5, 7–5                                  |       |
| 2 / 1128 | VB     | Alexander Zverev                 | 7       | Thắng     | 6–7(3–7), 6–2, 7–5                        |       |
| |        |                                  |         |           |                                           |       |
| Giải quần vợt Úc Mở rộng Melbourne, Úc Grand Slam Cứng, ngoài trời 8–21 tháng 2 năm 2021                                             |        |                                  |         |           |                                           |       |
| 3 / 1129 | V1     | Jérémy Chardy                    | 61      | Thắng     | 6–3, 6–1, 6–2                             |       |
| 4 / 1130 | V2     | Frances Tiafoe                   | 64      | Thắng     | 6–3, 6–7(3–7), 7–6(7–2), 6–3              |       |
| 5 / 1131 | V3     | Taylor Fritz (27)                | 31      | Thắng     | 7–6(7–1), 6–4, 3–6, 4–6, 6–2              |       |
| 6 / 1132 | V4     | Milos Raonic (14)                | 14      | Thắng     | 7–6(7–4), 4–6, 6–1, 6–4                   |       |
| 7 / 1133 | TK     | Alexander Zverev (6)             | 7       | Thắng     | 6–7(6–8), 6–2, 6–4, 7–6(8–6)              |       |
| 8 / 1134 | BK     | Aslan Karatsev (Q)               | 114     | Thắng     | 6–3, 6–4, 6–2                             |       |
| 9 / 1135 | VĐ     | Daniil Medvedev (4)              | 4       | Thắng (1) | 7–5, 6–2, 6–2                             |       |
| |        |                                  |         |           |                                           |       |
| Monte-Carlo Masters Monte Carlo, Monaco ATP Tour Masters 1000 Đất nện, ngoài trời 12–18 tháng 4 năm 2021                             |        |                                  |         |           |                                           |       |
| – | V1     | Miễn                             | Miễn    | Miễn      | Miễn                                      |       |
| 10 / 1136 | V2     | Jannik Sinner                    | 22      | Thắng     | 6–4, 6–2                                  |       |
| 11 / 1137 | V3     | Dan Evans                        | 33      | Thua      | 4–6, 5–7                                  |       |
| |        |                                  |         |           |                                           |       |
| Serbia Open Belgrade, Serbia ATP Tour 250 Đất nện, ngoài trời 19–25 tháng 4 năm 2021                                                 |        |                                  |         |           |                                           |       |
| – | V1     | Miễn                             | Miễn    | Miễn      | Miễn                                      |       |
| 12 / 1138 | V2     | Kwon Soon-woo                    | 85      | Thắng     | 6–1, 6–3                                  |       |
| 13 / 1139 | TK     | Miomir Kecmanović (8)            | 47      | Thắng     | 6–1, 6–3                                  |       |
| 14 / 1140 | BK     | Aslan Karatsev (3)               | 28      | Thua      | 5–7, 6–4, 4–6                             |       |
| |        |                                  |         |           |                                           |       |
| Internazionali BNL d'Italia Rome, Ý ATP Tour Masters 1000 Đất nện, ngoài trời 9–16 tháng 5 năm 2021                                  |        |                                  |         |           |                                           |       |
| – | V1     | Miễn                             | Miễn    | Miễn      | Miễn                                      |       |
| 15 / 1141 | V2     | Taylor Fritz                     | 31      | Thắng     | 6–3, 7–6(7–5)                             |       |
| 16 / 1142 | V3     | Alejandro Davidovich Fokina (Q)  | 48      | Thắng     | 6–2, 6–1                                  |       |
| 17 / 1143 | TK     | Stefanos Tsitsipas (5)           | 5       | Thắng     | 4–6, 7–5, 7–5                             |       |
| 18 / 1144 | BK     | Lorenzo Sonego                   | 28      | Thắng     | 6–3, 6–7(5–7), 6–2                        |       |
| 19 / 1145 | CK     | Rafael Nadal (2)                 | 3       | Thua      | 5–7, 6–1, 3–6                             |       |
| |        |                                  |         |           |                                           |       |
| Belgrade Open Belgrade, Serbia ATP Tour 250 Đất nện, ngoài trời 24–30 tháng 5 năm 2021                                               |        |                                  |         |           |                                           |       |
| – | V1     | Miễn                             | Miễn    | Miễn      | Miễn                                      |       |
| 20 / 1146 | V2     | Mats Moraing (LL)                | 253     | Thắng     | 6–2, 7–6(7–4)                             |       |
| 21 / 1147 | TK     | Federico Coria (Alt)             | 96      | Thắng     | 6–1, 6–0                                  |       |
| 22 / 1148 | BK     | Andrej Martin (Q)                | 119     | Thắng     | 6–1, 4–6, 6–0                             |       |
| 23 / 1149 | VĐ     | Alex Molčan (Q)                  | 255     | Thắng (2) | 6–4, 6–3                                  |       |
| |        |                                  |         |           |                                           |       |
| Giải quần vợt Pháp Mở rộng Paris, Pháp Grand Slam Đất nện, ngoài trời 30 tháng 5 – 13 tháng 6 năm 2021                               |        |                                  |         |           |                                           |       |
| 24 / 1150 | V1     | Tennys Sandgren                  | 66      | Thắng     | 6–2, 6–4, 6–2                             |       |
| 25 / 1151 | V2     | Pablo Cuevas                     | 92      | Thắng     | 6–3, 6–2, 6–4                             |       |
| 26 / 1152 | V3     | Ričardas Berankis                | 93      | Thắng     | 6–1, 6–4, 6–1                             |       |
| 27 / 1153 | V4     | Lorenzo Musetti                  | 76      | Thắng     | 6–7(7–9), 6–7(2–7), 6–1, 6–0, 4–0 bỏ cuộc |       |
| 28 / 1154 | TK     | Matteo Berrettini (9)            | 9       | Thắng     | 6–3, 6–2, 6–7(5–7), 7–5                   |       |
| 29 / 1155 | BK     | Rafael Nadal (3)                 | 3       | Thắng     | 3–6, 6–3, 7–6(7–4), 6–2                   |       |
| 30 / 1156 | VĐ     | Stefanos Tsitsipas (5)           | 5       | Thắng (3) | 6–7(6–8), 2–6, 6–3, 6–2, 6–4              |       |
| |        |                                  |         |           |                                           |       |
| Giải quần vợt Wimbledon Luân Đôn, Vương quốc Liên hiệp Anh và Bắc Ireland Grand Slam Cỏ, ngoài trời 28 tháng 6 – 11 tháng 7 năm 2021 |        |                                  |         |           |                                           |       |
| 31 / 1157 | V1     | Jack Draper (WC)                 | 253     | Thắng     | 4–6, 6–1, 6–2, 6–2                        |       |
| 32 / 1158 | V2     | Kevin Anderson                   | 102     | Thắng     | 6–3, 6–3, 6–3                             |       |
| 33 / 1159 | V3     | Denis Kudla (Q)                  | 114     | Thắng     | 6–4, 6–3, 7–6(9–7)                        |       |
| 34 / 1160 | V4     | Cristian Garín (17)              | 20      | Thắng     | 6–2, 6–4, 6–2                             |       |
| 35 / 1161 | TK     | Márton Fucsovics                 | 48      | Thắng     | 6–3, 6–4, 6–4                             |       |
| 36 / 1162 | BK     | Denis Shapovalov (10)            | 12      | Thắng     | 7–6(7–3), 7–5, 7–5                        |       |
| 37 / 1163 | VĐ     | Matteo Berrettini (7)            | 9       | Thắng (4) | 6–7(4–7), 6–4, 6–4, 6–3                   |       |
| |        |                                  |         |           |                                           |       |
| Thế vận hội Mùa hè Tokyo, Nhật Bản Thế vận hội Cứng, ngoài trời 24 tháng 7 – 1 tháng 8 năm 2021                                      |        |                                  |         |           |                                           |       |
| 38 / 1164 | V1     | Hugo Dellien                     | 139     | Thắng     | 6–2, 6–2                                  |       |
| 39 / 1165 | V2     | Jan-Lennard Struff               | 48      | Thắng     | 6–4, 6–3                                  |       |
| 40 / 1166 | V3     | Alejandro Davidovich Fokina (16) | 34      | Thắng     | 6–3, 6–1                                  |       |
| 41 / 1167 | TK     | Kei Nishikori                    | 69      | Thắng     | 6–2, 6–0                                  |       |
| 42 / 1168 | BK     | Alexander Zverev (4)             | 5       | Thua      | 6–1, 3–6, 1–6                             |       |
| 43 / 1169 | BK-HCĐ | Pablo Carreño Busta (6)          | 11      | Thua      | 4–6, 7–6(8–6), 3–6                        |       |
| |        |                                  |         |           |                                           |       |
| Giải quần vợt Mỹ Mở rộng Thành phố New York, Hoa Kỳ Grand Slam Cứng, ngoài trời 30 tháng 8 – 12 tháng 9 năm 2021                     |        |                                  |         |           |                                           |       |
| 44 / 1170 | V1     | Holger Rune (Q)                  | 145     | Thắng     | 6–1, 6–7(5–7), 6–2, 6–1                   |       |
| 45 / 1171 | V2     | Tallon Griekspoor                | 121     | Thắng     | 6–2, 6–3, 6–2                             |       |
| 46 / 1172 | V3     | Kei Nishikori                    | 56      | Thắng     | 6–7(4–7), 6–3, 6–3, 6–2                   |       |
| 47 / 1173 | V4     | Jenson Brooksby (WC)             | 99      | Thắng     | 1–6, 6–3, 6–2, 6–2                        |       |
| 48 / 1174 | TK     | Matteo Berrettini (6)            | 8       | Thắng     | 5–7, 6–2, 6–2, 6–3                        |       |
| 49 / 1175 | BK     | Alexander Zverev (4)             | 4       | Thắng     | 4–6, 6–2, 6–4, 4–6, 6–2                   |       |
| 50 / 1176 | CK     | Daniil Medvedev (2)              | 2       | Thua      | 4–6, 4–6, 4–6                             |       |
| |        |                                  |         |           |                                           |       |
| Paris Masters Paris, Pháp ATP Tour Masters 1000 Cứng, trong nhà 1–7 tháng 11 năm 2021                                                |        |                                  |         |           |                                           |       |
| – | V1     | Miễn                             | Miễn    | Miễn      | Miễn                                      |       |
| 51 / 1177 | V2     | Márton Fucsovics                 | 40      | Thắng     | 6–2, 4–6, 6–3                             |       |
| – | V3     | Gaël Monfils (15)                | 22      | W/O       | N/A                                       |       |
| 52 / 1178 | TK     | Taylor Fritz                     | 26      | Thắng     | 6–4, 6–3                                  |       |
| 53 / 1179 | BK     | Hubert Hurkacz (7)               | 10      | Thắng     | 3–6, 6–0, 7–6(7–5)                        |       |
| 54 / 1180 | VĐ     | Daniil Medvedev (2)              | 2       | Thắng (5) | 4–6, 6–3, 6–3                             |       |
| |        |                                  |         |           |                                           |       |
| ATP Finals Turin, Ý ATP Finals Cứng, trong nhà 14–21 tháng 11 năm 2021                                                               |        |                                  |         |           |                                           |       |
| 55 / 1181 | VB     | Casper Ruud (8)                  | 8       | Thắng     | 7–6(7–4), 6–2                             |       |
| 56 / 1182 | VB     | Andrey Rublev (5)                | 5       | Thắng     | 6–3, 6–2                                  |       |
| 57 / 1183 | VB     | Cameron Norrie (Alt)             | 12      | Thắng     | 6–2, 6–1                                  |       |
| 58 / 1184 | BK     | Alexander Zverev (3)             | 3       | Thua      | 6–7(4–7), 6–4, 3–6                        |       |
| |        |                                  |         |           |                                           |       |
| Vòng chung kết Davis Cup 2021 Vòng bảng Innsbruck, Áo Davis Cup Cứng, trong nhà 26–28 tháng 11 năm 2021                              |        |                                  |         |           |                                           |       |
| 59 / 1185 | VB     | Dennis Novak                     | 118     | Thắng     | 6–3, 6–2                                  |       |
| 60 / 1186 | VB     | Jan-Lennard Struff               | 51      | Thắng     | 6–2, 6–4                                  |       |
| |        |                                  |         |           |                                           |       |
| Vòng chung kết Davis Cup 2021 Vòng đấu loại trực tiếp Madrid, Tây Ban Nha Davis Cup Cứng, trong nhà 1–5 tháng 12 năm 2021            |        |                                  |         |           |                                           |       |
| 61 / 1187 | TK     | Alexander Bublik                 | 36      | Thắng     | 6–3, 6–4                                  |       |
| 62 / 1188 | BK     | Marin Čilić                      | 30      | Thắng     | 6–4, 6–2                                  |       |
| |        |                                  |         |           |                                           |       |

### Đôi
| Giải đấu | Trận | Vòng                                     | Đối thủ  | Xếp hạng | Kết quả                 | Tỷ số |
| --- | ---- | ---------------------------------------- | -------- | -------- | ----------------------- | ----- |
| ATP Cup Melbourne, Úc ATP Cup Cứng, ngoài trời 2–7 tháng 2 năm 2021 Đồng đội: Filip Krajinović (vs. Canada) Nikola Ćaćić (vs. Đức)                                                              |      |                                          |          |          |                         |       |
| 1 / 128 | VB   | Milos Raonic / Denis Shapovalov          | 385 / 49 | Thắng    | 7–5, 7–6(7–4)           |       |
| 2 / 129 | VB   | Jan-Lennard Struff / Alexander Zverev    | 53 / 180 | Thua     | 6–7(4–7), 7–5, [7–10]   |       |
| |      |                                          |          |          |                         |       |
| Mallorca Championships Santa Ponsa, Tây Ban Nha ATP Tour 250 Cỏ, ngoài trời 21–27 tháng 6 năm 2021 Đồng đội: Carlos Gómez-Herrera                                                               |      |                                          |          |          |                         |       |
| 3 / 130 | V1   | Tomislav Brkić / Nikola Ćaćić            | 56 / 45  | Thắng    | 5–7, 6–4, [13–11]       |       |
| 4 / 131 | TK   | Marcel Granollers / Horacio Zeballos (1) | 10 / 7   | Thắng    | 4–6, 7–6(7–3), [10–8]   |       |
| 5 / 132 | BK   | Oliver Marach / Aisam-ul-Haq Qureshi (3) | 30 / 55  | Thắng    | 6–3, 7–6(7–4)           |       |
| – | CK   | Simone Bolelli / Máximo González (4)     | 54 / 39  | Rút lui  | N/A                     |       |
| |      |                                          |          |          |                         |       |
| Paris Masters Paris, Pháp ATP Tour Masters 1000 Cứng, trong nhà 1–7 tháng 11 năm 2021 Đồng đội: Filip Krajinović                                                                                |      |                                          |          |          |                         |       |
| 6 / 133 | V1   | Alex de Minaur / Luke Saville            | 133 / 27 | Thắng    | 4–6, 6–4, [10–7]        |       |
| 7 / 134 | V2   | John Peers / Filip Polášek (6)           | 14 / 9   | Thua     | 6–7(2–7), 4–6           |       |
| |      |                                          |          |          |                         |       |
| Vòng chung kết Davis Cup Vòng bảng Innsbruck, Áo Davis Cup Cứng, trong nhà 26–28 tháng 11 năm 2021 Đồng đội: Nikola Ćaćić                                                                       |      |                                          |          |          |                         |       |
| 8 / 135 | VB   | Kevin Krawietz / Tim Pütz                | 14 / 18  | Thua     | 6–7(5–7), 6–3, 6–7(5–7) |       |
| |      |                                          |          |          |                         |       |
| Vòng chung kết Davis Cup Vòng đấu loại trực tiếp Madrid, Tây Ban Nha Davis Cup Cứng, trong nhà 1–5 tháng 12 năm 2021 Đồng đội: - Nikola Ćaćić (vs. Kazakhstan) - Filip Krajinović (vs. Croatia) |      |                                          |          |          |                         |       |
| 9 / 136 | TK   | Andrey Golubev / Aleksandr Nedovyesov    | 28 / 72  | Thắng    | 6–2, 2–6, 6–3           |       |
| 10 / 137 | BK   | Nikola Mektić / Mate Pavić               | 2 / 1    | Thua     | 5–7, 1–6                |       |
| |      |                                          |          |          |                         |       |

### Đôi nam nữ
| Giải đấu | Trận   | Vòng                             | Đối thủ  | Xếp hạng | Kết quả       | Tỷ số |
| --- | ------ | -------------------------------- | -------- | -------- | ------------- | ----- |
| Thế vận hội Mùa hè Tokyo, Nhật Bản Thế vận hội Cứng, ngoài trời 28 tháng 7 – 1 tháng 8 năm 2021 Đồng đội: Nina Stojanović |        |                                  |          |          |               |       |
| 1 / 1 | V1     | Luisa Stefani / Marcelo Melo     | 23 / 18  | Thắng    | 6–3, 6–4      |       |
| 2 / 2 | TK     | Laura Siegemund / Kevin Krawietz | 34 / 15  | Thắng    | 6–1, 6–2      |       |
| 3 / 3 | BK     | Elena Vesnina / Aslan Karatsev   | 56 / 203 | Thua     | 6–7(4–7), 5–7 |       |
| – | BK-HCĐ | Ashleigh Barty / John Peers      | 36 / 25  | Rút lui  | N/A           |       |
| |        |                                  |          |          |               |       |

## Giao hữu

### Đơn
| Giải đấu                                                             | Trận | Vòng          | Đối thủ | Xếp hạng | Kết quả | Tỷ số |
| -------------------------------------------------------------------- | ---- | ------------- | ------- | -------- | ------- | ----- |
| A Day at the Drive Adelaide, Úc Cứng, ngoài trời 29 tháng 1 năm 2021 |      |               |         |          |         |       |
| 1                                                                    | –    | Jannik Sinner | 36      | Thắng    | 6–3     |       |
|                                                                      |      |               |         |          |         |       |

## Lịch thi đấu
Dưới đây là lịch thi đấu năm 2021 của Novak Djokovic. Bảng xếp hạng ATP bị ảnh hưởng bởi đại dịch COVID-19; chúng được tính theo kết quả tốt nhất trong 24 tháng cho đến tuần của ngày 15 tháng 3 năm 2021. Đến lúc đó, tất cả các giải đấu đều không bắt buộc và tay vợt có thể sử dụng kết quả tốt nhất từ cùng một giải đấu trong khoảng thời gian 24 tháng đó.

### Đơn
| Ngày                                       | Giải đấu                    | Địa điểm                     | Thể loại           | Mặt sân            | Kết quả trước      | Điểm trước | Điểm mới  | Kết quả                                                             |
| ------------------------------------------ | --------------------------- | ---------------------------- | ------------------ | ------------------ | ------------------ | ---------- | --------- | ------------------------------------------------------------------- |
| 2 tháng 2 năm 2021– 7 tháng 2 năm 2021     | ATP Cup                     | Melbourne (AUS)              | ATP Cup            | Cứng               | VĐ                 | 665        | 140 (665) | Vòng bảng ( Serbia thua trước Đức, 1–2)                             |
| 8 tháng 2 năm 2021– 21 tháng 2 năm 2021    | Giải quần vợt Úc Mở rộng    | Melbourne (AUS)              | Grand Slam         | Cứng               | VĐ                 | 2000       | 2000      | Vô địch (đánh bại Daniil Medvedev, 7–5, 6–2, 6–2)                   |
| 15 tháng 3 năm 2021– 21 tháng 3 năm 2021   | Dubai Open                  | Dubai (UAE)                  | ATP 500            | Cứng               | VĐ                 | 500        | 0 (500)   | Rút lui                                                             |
| 24 tháng 3 năm 2021– 4 tháng 4 năm 2021    | Miami Open                  | Miami (USA)                  | Masters 1000       | Cứng               | V4                 | 90         | 0 (45)    | Rút lui                                                             |
| 12 tháng 4 năm 2021– 18 tháng 4 năm 2021   | Monte Carlo Masters         | Monte Carlo (MON)            | Masters 1000       | Đất nện            | TK                 | 180        | 90        | Vòng 3 (thua trước Dan Evans, 4–6, 5–7)                             |
| 19 tháng 4 năm 2021– 25 tháng 4 năm 2021   | Serbia Open                 | Belgrade (SRB)               | ATP 250            | Đất nện            | KTC                | N/A        | 90        | Bán kết (thua trước Aslan Karatsev, 5–7, 6–4, 4–6)                  |
| 3 tháng 5 năm 2021– 9 tháng 5 năm 2021     | Madrid Open                 | Madrid (ESP)                 | Masters 1000       | Đất nện            | VĐ                 | 1000       | 0 (500)   | Rút lui                                                             |
| 9 tháng 5 năm 2021– 16 tháng 5 năm 2021    | Internazionali BNL d'Italia | Rome (ITA)                   | Masters 1000       | Đất nện            | VĐ                 | 1000       | 600       | Chung kết (thua trước Rafael Nadal, 5–7, 6–1, 3–6)                  |
| 24 tháng 5 năm 2021– 30 tháng 5 năm 2021   | Belgrade Open               | Belgrade (SRB)               | ATP 250            | Đất nện            | KTC                | N/A        | 250       | Vô địch (đánh bại Alex Molčan, 6–4, 6–3)                            |
| 31 tháng 5 năm 2021– 13 tháng 6 năm 2021   | Giải quần vợt Pháp Mở rộng  | Paris (FRA)                  | Grand Slam         | Đất nện            | CK                 | 1200       | 2000      | Vô địch (đánh bại Stefanos Tsitsipas, 6–7(6–8), 2–6, 6–3, 6–2, 6–4) |
| 28 tháng 6 năm 2021– 11 tháng 7 năm 2021   | Wimbledon                   | Luân Đôn (GBR)               | Grand Slam         | Cỏ                 | VĐ                 | 2000       | 2000      | Vô địch (đánh bại Matteo Berrettini, 6–7(4–7), 6–4, 6–4, 6–3)       |
| 24 tháng 7 năm 2021– 1 tháng 8 năm 2021    | Thế vận hội Mùa hè          | Tokyo (JPN)                  | Thế vận hội        | Cứng               | KTC                | N/A        | N/A       | Hạng 4 (thua trước Pablo Carreño Busta, 4–6, 7–6(8–6), 3–6)         |
| 16 tháng 8 năm 2021– 22 tháng 8 năm 2021   | Cincinnati Masters          | Cincinnati (USA)             | Masters 1000       | Cứng               | VĐ                 | 1000       | 0         | Rút lui                                                             |
| 30 tháng 8 năm 2021– 12 tháng 9 năm 2021   | Giải quần vợt Mỹ Mở rộng    | New York (USA)               | Grand Slam         | Cứng               | V4                 | 180        | 1200      | Chung kết (thua trước Daniil Medvedev, 4–6, 4–6, 4–6)               |
| 4 tháng 10 năm 2021– 10 tháng 10 năm 2021  | Japan Open                  | Tokyo (JAP)                  | ATP 500            | Cứng               | VĐ                 | 500        | 0         | Giải đấu bị hủy do đại dịch COVID-19                                |
| 4 tháng 10 năm 2021– 17 tháng 10 năm 2021  | Indian Wells Masters        | Indian Wells (USA)           | Masters 1000       | Cứng               | V3                 | 45         | 0         | Rút lui                                                             |
| 11 tháng 10 năm 2021– 17 tháng 10 năm 2021 | Thượng Hải Masters          | Thượng Hải (CHN)             | Masters 1000       | Cứng               | TK                 | 180        | 0         | Giải đấu bị hủy do đại dịch COVID-19                                |
| 25 tháng 10 năm 2021– 31 tháng 10 năm 2021 | Vienna Open                 | Vienna (AUT)                 | ATP 500            | Cứng               | TK                 | 90         | 0         | Rút lui                                                             |
| 1 tháng 11 năm 2021– 7 tháng 11 năm 2021   | Paris Masters               | Paris (FRA)                  | Masters 1000       | Cứng               | VĐ                 | 1000       | 1000      | Vô địch (đánh bại Daniil Medvedev, 4–6, 6–3, 6–3)                   |
| 14 tháng 11 năm 2021– 21 tháng 11 năm 2021 | ATP Finals                  | Turin (ITA)                  | Tour Finals        | Cứng (trong nhà)   | BK                 | 400        | 600       | Bán kết (thua trước Alexander Zverev, 6–7(4–7), 6–4, 3–6)           |
| 25 tháng 11 năm 2021– 5 tháng 12 năm 2021  | Vòng chung kết Davis Cup    | Innsbruck (AUT) Madrid (ESP) | Davis Cup          | Cứng (trong nhà)   | TK                 | N/A        | N/A       | Bán kết ( Serbia thua trước Croatia, 1–2)                           |
| Tổng điểm cuối năm                         | Tổng điểm cuối năm          | Tổng điểm cuối năm           | Tổng điểm cuối năm | Tổng điểm cuối năm | Tổng điểm cuối năm | 12030      | 11540     | 490                                                                 |

### Đôi
| Ngày                                       | Giải đấu                 | Địa điểm                     | Thể loại           | Mặt sân            | Kết quả trước      | Điểm trước | Điểm mới | Kết quả                                                   |
| ------------------------------------------ | ------------------------ | ---------------------------- | ------------------ | ------------------ | ------------------ | ---------- | -------- | --------------------------------------------------------- |
| 2 tháng 2 năm 2021– 7 tháng 2 năm 2021     | ATP Cup                  | Melbourne (AUS)              | ATP Cup            | Cứng               | VĐ                 | 120        | 50 (120) | Vòng bảng ( Serbia thua trước Đức, 1–2)                   |
| 21 tháng 6 năm 2021– 27 tháng 6 năm 2021   | Mallorca Open            | Santa Ponsa (ESP)            | ATP 250            | Cỏ                 | KTC                | 0          | 90       | Chung kết (rút lui)                                       |
| 4 tháng 10 năm 2021– 17 tháng 10 năm 2021  | Indian Wells Masters     | Indian Wells (USA)           | Masters 1000       | Cứng               | BK                 | 360        | 0        | Rút lui                                                   |
| 11 tháng 10 năm 2021– 17 tháng 10 năm 2021 | Thượng Hải Masters       | Thượng Hải (CHN)             | Masters 1000       | Cứng               | V2                 | 90         | 0        | Giải đấu bị hủy do đại dịch COVID-19                      |
| 1 tháng 11 năm 2021– 7 tháng 11 năm 2021   | Paris Masters            | Paris (FRA)                  | Masters 1000       | Cứng               | N/A                | N/A        | 90       | V2 (thua trước John Peers / Filip Polášek, 6–7(2–7), 4–6) |
| 22 tháng 11 năm 2021– 5 tháng 12 năm 2021  | Vòng chung kết Davis Cup | Innsbruck (AUT) Madrid (ESP) | Davis Cup          | Cứng (trong nhà)   | TK                 | N/A        | N/A      | Bán kết ( Serbia thua trước Croatia, 1–2)                 |
| Tổng điểm cuối năm                         | Tổng điểm cuối năm       | Tổng điểm cuối năm           | Tổng điểm cuối năm | Tổng điểm cuối năm | Tổng điểm cuối năm | 570        | 300      | 270                                                       |

## Các thành tích trong năm

### Thành tích đối đầu
Novak Djokovic có thành tích thắng–thua 55–7 (88.71%) ở các trận đấu ATP trong mùa giải 2021. Thành tích của anh trước các tay vợt top 10 bảng xếp hạng ATP tại thời điểm diễn ra trận đấu là 14–4 (77.78%). In đậm biểu thị tay vợt được xếp hạng top 10 tại thời điểm ít nhất một lần gặp nhau. Danh sách dưới đây được sắp xếp theo số trận thắng:
- Matteo Berrettini 3–0
- Taylor Fritz 3–0
- Alexander Zverev 3–2
- Daniil Medvedev 2–1
- Alejandro Davidovich Fokina 2–0
- Márton Fucsovics 2–0
- Kei Nishikori 2–0
- Denis Shapovalov 2–0
- Jan-Lennard Struff 2–0
- Stefanos Tsitsipas 2–0
- Aslan Karatsev 1–1
- Rafael Nadal 1–1
- Kevin Anderson 1–0
- Ričardas Berankis 1–0
- Jenson Brooksby 1–0
- Alexander Bublik 1–0
- Jérémy Chardy 1–0
- Marin Čilić 1–0
- Federico Coria 1–0
- Pablo Cuevas 1–0
- Hugo Dellien 1–0
- Jack Draper 1–0
- Cristian Garín 1–0
- Tallon Griekspoor 1–0
- Hubert Hurkacz  1–0
- Miomir Kecmanović 1–0
- Denis Kudla 1–0
- Andrej Martin 1–0
- Alex Molčan 1–0
- Mats Moraing 1–0
- Lorenzo Musetti 1–0
- Cameron Norrie 1–0
- Dennis Novak 1–0
- Milos Raonic 1–0
- Andrey Rublev 1–0
- Holger Rune 1–0
- Casper Ruud 1–0
- Tennys Sandgren 1–0
- Jannik Sinner 1–0
- Lorenzo Sonego 1–0
- Kwon Soon-woo 1–0
- Frances Tiafoe 1–0
- Pablo Carreño Busta 0–1
- Dan Evans 0–1

* Thống kê chính xác tính đến  ngày 3 tháng 12 năm 2021.

### Các trận chung kết

#### Đơn: 7 (5 danh hiệu, 2 á quân)
| Thể loại           |
| ------------------ |
| Grand Slam (3–1)   |
| ATP Finals (0–0)   |
| Masters 1000 (1–1) |
| ATP 500 (0–0)      |
| ATP 250 (1–0)      |

| Danh hiệu theo mặt sân |
| ---------------------- |
| Cứng (2–1)             |
| Đất nện (2–1)          |
| Cỏ (1–0)               |

| Danh hiệu theo điều kiện |
| ------------------------ |
| Ngoài trời (4–2)         |
| Trong nhà (1–0)          |

| Kết quả | T–B | Ngày              | Giải đấu                                               | Thể loại     | Mặt sân          | Đối thủ            | Tỷ số                        |
| ------- | --- | ----------------- | ------------------------------------------------------ | ------------ | ---------------- | ------------------ | ---------------------------- |
| Vô địch | 1–0 | tháng 2 năm 2021  | Úc Mở rộng, Úc (9)                                     | Grand Slam   | Cứng             | Daniil Medvedev    | 7–5, 6–2, 6–2                |
| Á quân  | 1–1 | tháng 5 năm 2021  | Internazionali BNL d'Italia, Ý                         | Masters 1000 | Đất nện          | Rafael Nadal       | 5–7, 6–1, 3–6                |
| Vô địch | 2–1 | tháng 5 năm 2021  | Belgrade Open, Serbia                                  | ATP 250      | Đất nện          | Alex Molčan        | 6–4, 6–3                     |
| Vô địch | 3–1 | tháng 6 năm 2021  | Pháp Mở rộng, Pháp (2)                                 | Grand Slam   | Đất nện          | Stefanos Tsitsipas | 6–7(6–8), 2–6, 6–3, 6–2, 6–4 |
| Vô địch | 4–1 | tháng 7 năm 2021  | Wimbledon, Vương quốc Liên hiệp Anh và Bắc Ireland (6) | Grand Slam   | Cỏ               | Matteo Berrettini  | 6–7(4–7), 6–4, 6–4, 6–3      |
| Á quân  | 4–2 | tháng 9 năm 2021  | Mỹ Mở rộng, Hoa Kỳ                                     | Grand Slam   | Cứng             | Daniil Medvedev    | 4–6, 4–6, 4–6                |
| Vô địch | 5–2 | tháng 11 năm 2021 | Paris Masters, Pháp                                    | Masters      | Cứng (trong nhà) | Daniil Medvedev    | 4–6, 6–3, 6–3                |

#### Đôi: 1 (1 á quân)
| Thể loại           |
| ------------------ |
| Grand Slam (0–0)   |
| ATP Finals (0–0)   |
| Masters 1000 (0–0) |
| ATP 500 (0–0)      |
| ATP 250 (0–1)      |

| Danh hiệu theo mặt sân |
| ---------------------- |
| Cứng (0–0)             |
| Đất nện (0–0)          |
| Cỏ (0–1)               |

| Danh hiệu theo điều kiện |
| ------------------------ |
| Ngoài trời (0–1)         |
| Trong nhà (0–0)          |

| Kết quả | T–B | Ngày             | Giải đấu                   | Thể loại | Mặt sân | Đồng đội             | Đối thủ                        | Tỷ số                  |
| ------- | --- | ---------------- | -------------------------- | -------- | ------- | -------------------- | ------------------------------ | ---------------------- |
| Á quân  | 0–1 | tháng 6 năm 2021 | Mallorca Open, Tây Ban Nha | ATP 250  | Cỏ      | Carlos Gómez-Herrera | Simone Bolelli Máximo González | Bỏ cuộc trước trận đấu |

### Tiền thưởng
- In đậm biểu thị giải đấu vô địch

| Đơn                         |             |            |
| Giải đấu                    | Tiền thưởng | Tổng số    |
| ATP Cup                     | $191,000    | $191,000   |
| Giải quần vợt Úc Mở rộng    | A$2,750,000 | $2,081,075 |
| Monte-Carlo Masters         | €29,000     | $2,115,570 |
| Serbia Open                 | €34,710     | $2,156,858 |
| Internazionali BNL d'Italia | €145,000    | $2,333,207 |
| Belgrade Open               | €78,795     | $2,428,895 |
| Giải quần vợt Pháp Mở rộng  | €1,400,000  | $4,135,635 |
| Giải quần vợt Wimbledon     | £1,700,000  | $6,195,865 |
| Giải quần vợt Mỹ Mở rộng    | $1,250,000  | $7,445,865 |
| Paris Masters               | €800,000    | $8,377,225 |
| ATP Finals                  | $692,000    | $9,069,225 |
|                             |             | $9,069,225 |
| Đôi                         |             |            |
| Giải đấu                    | Tiền thưởng | Tổng số    |
| ATP Cup                     | $7,000      | $7,000     |
| Mallorca Open               | €9,440      | $18,591    |
| Paris Masters               | €10,935     | $31,322    |
|                             |             | $31,322    |
| Tổng số                     |             |            |
|                             |             | $9,100,547 |

 Số liệu bằng đô la Mỹ (USD). 
- nguồn: ATP Tour (đơn)
- nguồn: ATP Tour (đôi)